# 法國大革命 (電影)
《法國大革命》（法語：La Révolution française）是一部1989年為紀念法國大革命200週年而由法國、德國、義大利和加拿大聯合製作的兩集歷史電影。兩部電影時長360分鐘，但電視剪輯版的片長稍長。該劇旨在還原大革命歷史的真實進程，從三級會議的召開到馬克西米連·羅伯斯庇爾的去世。本部電影預算龐大（達3億法國法郎），並擁有國際演員陣容，以法文、德文和英文拍攝完成。

## 故事大綱
第一章《法國大革命：曙光之年》（法語：La Révolution française: les Années lumière），羅伯特·恩里科執導。
第一章重點介紹法國大革命前期的事件。
電影以1774年開篇，年輕的馬克西米連·羅伯斯庇爾在路易大帝學院的國王馬車前，為路易十六朗誦一份文章。這時馬匹的蹄子踩到泥濘的地面，濺了羅伯斯庇爾一身泥，引起了同學們的嘲笑。羅伯斯庇爾的同學卡米耶·德穆蘭安慰羅伯斯比爾，讓他放心。時間一轉眼來到15年後的1789年三級會議的號召下，這被證明是一場災難，因為許多第三階級代表前往1789年6月20日宣誓，在獲得更多權利之前不會停止召開委員會會議。作為回應，路易十六宣布散會。在事件發生後的一次私人午餐中，皇后瑪麗·安托瓦內特向路易提出了一些想法，例如如果人民拒絕國王的請求，就使用武力。與此同時，許多演說家呼籲人們要求變革。
在路易十六解僱並驅逐財政部長賈克·尼克（人民受愛戴的歡迎人物）後，情況只會進一步惡化。7月12日，德穆蘭抵達皇家宮殿並傳達了這一消息，並熱情地呼籲民眾拿起武器，抵禦瑞士和普魯士軍隊的襲擊。當德穆蘭的朋友兼同事喬治·丹東聽到這個消息，然後得知軍隊在試圖驅散公民的過程中已經襲擊了他們，他在巴黎科德利埃修道院發表了激烈的演講，要求該地區的每個人都自願參加戰鬥，並宣稱：他們不會允許暴政戰勝自由。
1789年7月14日，革命示威者聚集在巴士底獄，為他們的革命事業尋找武器和火藥。革命軍與洛奈侯爵率領的監獄衛戍部隊之間發生了一場戰鬥，經過血腥鬥爭和緊張談判，革命軍取得了勝利。洛奈被私刑處死，他的頭被插在長矛上，革命者圍著它跳起了“Carmagnole”以示慶祝。
路易十六到達巴黎，拉斐特侯爵向國民議會宣讀《人權和公民權宣言》，來自法國各個角落的人們都親自閱讀或聆聽。10月初，正值麵包嚴重短缺，凡爾賽宮爲前來保衛宮殿的佛蘭德斯軍團（Légion de Flandres）軍官舉行了一場歡迎宴會。當消息傳到巴黎時，丹東被激怒了，並於10月4日當着德穆蘭的面，下令印製一份傳單，並張貼在城牆上，該傳單稱宴會是對自由的侮辱，並號召起義。信件發出後的第二天，成千上萬的婦女遊行要求麵包，然後轉向凡爾賽，在丹東鼓勵他們這樣做以維護榮譽和保護他們所贏得的東西後，男性革命者也加入了進來。
婦女們衝進宮殿，制服了衛兵，但在衛兵和士兵的保護下，在國王和王后面前停了下來。在暴民要求國王出現在陽台上以證明他沒有離開並拋棄人民後，路易十六出現在陽台上，後面跟著他的妻子瑪麗·安托瓦內特。當暴民準備射殺她時，她跪下來請求寬恕，暴民們態度軟化，高喊“天佑女王！”。
隨後，路易斯會見了發明家约瑟夫-伊尼亚斯·吉约丹，並收到了他將其命名為“斷頭台”的新型行刑裝置的模型。起初，吉約丹提出了新月形刀片，但聲稱自己在機械方面經驗豐富的路易提出了一種三角形刀片，而且設計得像鋸子，這讓吉約丹很高興。與此同時，丹東創辦了自己的政治報紙。幾天後，戰神廣場舉行了慶祝活動，即今天的聯盟節。其中一些群眾包括丹東、馬克西米連·羅伯斯庇爾和許多其他革命者。拉斐特和人民宣誓對法國的信仰和忠誠。不久之後，南錫駐軍的叛亂很快被鎮壓，許多人被公開毆打致死或絞死。
丹東在國民議會發表講話，要求內政部長、戰爭部長、拉圖爾迪潘先生（Monsieur de la Tour du Pin）等人辭職，得到了在場許多代表的支持和同意。不久之後，針對神職人員的騷亂被煽動，法國各地發生多起針對神職人員的襲擊事件，教堂、大教堂和修道院遭到洗劫和搶劫。洗禮受到嘲笑，風琴師被迫用風琴演奏革命音樂。隨後，拉斐特簽署了一項法令，要求逮捕國民議會中的所有革命者。與此同時，王室成員逃離巴黎，希望偽裝成僕人到達奧屬尼德蘭。然而，他們被瓦雷訥的一位旅店老闆認出，並返回巴黎。法國各地的發言人要求剝奪路易十六的法國國王頭銜，並簡化爲僅僅是“公民路易·卡佩”（Citoyen Louis Capet）。
丹東及其支持者聚集在戰神廣場後，巴黎市長讓·西爾萬·巴伊被迫宣布戒嚴。他們最初被國民自衛軍驅散，並於1791年7月17日返回，收集紀念品、橫幅和旗幟。然而，國民自衛軍也返回了，士兵們向平民頭頂鳴槍示警後，人群開始向士兵投擲石塊和其他物體。巴伊將此視為敵對的跡象，命令他的部隊開火，儘管拉斐特努力維持雙方之間的和平。由此引發的大屠殺是一場血腥屠殺，造成數十人死傷。倖存者很快就四散而去，這只會讓情況變得更糟。
幾週後，路易十六和國民議會向歐洲列強宣戰，但羅伯斯庇爾知道這場戰役將是一場災難，他的預測最初被證明是正確的。法國軍隊向比利時邊境進軍，但很快就被普魯士和奧地利的軍隊殲滅，一名法國將軍被自己的士兵殺死。讓-保羅·馬拉要求“必須在法國這裡砍下一萬顆頭顱”。不倫瑞克公爵發表宣言，要求法國投降，否則他將“燒毀巴黎”。國民議會再次呼籲採取行動，羅伯斯庇爾再次確信下一次競選將是一場災難。當法國士兵前往前線時，他們會在進入的城鎮中獲得給養，並唱一首新歌：《馬賽曲》。
8月10日，數千名革命者包圍杜樂麗宮。最初，國民自衛軍奉命保衛宮殿，但他們不願意向同胞開火，而是改變立場，用大砲瞄準宮殿。一場武裝對峙發生了，路易十六、瑪麗·安托瓦內特和其他貴族被護送出皇宮，前往國民議會的會議地點避難，孩子們在那裡觀看了會議進程。回到杜樂麗宮，起義者衝破了宮門，瑞士衛隊和革命者之間發生了激烈的交火。儘管瑞士衛隊盡了最大努力，革命黨也損失慘重，但宮殿還是被佔領了。路易隨後告訴他的兒子“法國不再有國王”。
第二章《法國大革命：恐怖之年》（法語：La Révolution française: les Années terribles），理查德·T·赫夫龍執導。
第二章重點介紹8月10日起義和恐怖統治的影響。
8月13日，路易十六和他的家人抵達聖殿塔，一座堡壘和監獄，他們將在那裡作為囚犯，直到被判刑。隨著國王被廢黜，丹東擔任司法部長，德穆蘭相信他們在革命中所做的一切都已經結束，他們終於可以休息了，但羅伯斯庇爾否決了這一點，指出這可能只是一個開始。拉斐特隨後被迫辭去北方軍司令職務，隨後被盟軍俘虜。隨著普魯士軍隊逼近巴黎，丹東和他的同夥採取了絕望的措施。死亡令發出後，許多人湧上台階，懇求丹東放過自己的親戚或朋友。與此同時，普魯士軍隊洗劫城市並繼續殲滅戰場上的法軍。在九月屠殺了數千名貴族和任何懷疑效忠君主制的人。就連瑪麗·安托瓦內特的侍女朗巴勒公主也未能倖免，她的頭被展示給瑪麗·安托瓦內特看，她倒在地板上抽泣。9月20日，法國軍隊在瓦爾密戰役中戰勝了普魯士軍隊，全國上下和國民議會都舉行了慶祝活動。
路易十六被帶到國民議會，此前路易·安托萬·德·聖茹斯特要求將他處決。路易否認對他提出的指控，當提及瑞士衛隊時，路易回應說他增加了衛隊以確保自己的安全，然後否認他造成了8月10日的流血事件，並且當時圖伊勒里花園內沒有武器庫。次日，路易在議會面前宣稱他的良心是清白的，最傷害他的是被指責他流了人民的血。當晚，法庭投票決定將路易處決。1月21日，路易被乘坐一輛封閉車輛送到斷頭台。他試圖向人群發表演講，但被指揮官下令鳴鼓的聲音打斷了。之後，路易被斷頭台斬首，引來先前沉默的人群的歡呼聲。不久之後，他的兒子路易·夏爾被士兵帶走，接受一位名叫西蒙公民的人的教育，這使瑪麗·安東妮特感到非常沮喪。
羅伯斯庇爾與丹東會面，考慮建立一個新的革命法庭，盡管他們被冠以獨裁者的名號。馬拉被帶到法庭，並獲得無罪釋放，因為丹東知道他會獲釋。然而，丹東驅逐了吉倫特派的成員，包括布里索。在與羅伯斯庇爾的另一次會議中，丹東宣布他希望處決布里索。武裝市民包圍了國民議會，驅逐了布里索及其支持者。不久之後，一位名叫夏洛特·科黛的年輕女子聽到一次批評和譴責馬拉的演講，決定採取行動。她設法進入馬拉的房間，在他坐在浴缸裡寫報紙時刺殺了馬拉，使他立即死亡。在馬拉的葬禮上，羅伯斯庇爾提出為飢餓的民眾建立新的穀倉，獲得了全體的支持（科黛在此之後被處決，但未在畫面中呈現）。
1793年10月15日，瑪麗·安托瓦內特被她的衛兵押送到革命法庭接受審判。法庭問她是誰提供了他們前往瓦雷訥的馬車，她回答了漢斯·亞克塞爾·馮·菲爾遜伯爵。賈克·埃貝爾隨後在法庭上作証説，當他審問公民西蒙時，後者説他看到這個男孩做了“下流和有害的行爲”，然後問他是誰教他這些事情，年輕的卡佩（即路易十六）承認是他的母親和姑姑，還承認他被迫與他們兩人睡覺，他們“犯下了放盪的行爲”，對此瑪麗·安托瓦內特向牢房裡的所有母親發出動情的呼籲，喊道“大自然本身就受到這樣的指控”。安托瓦內特隨後被判有罪並處以死刑，第二天即10月16日被處決。瑪麗在行刑過程中保持了巨大的尊嚴和勇氣。
聖茹斯特在大會上發表講話並宣稱“恐怖已成為當今的秩序”。第二天，聖茹斯特和羅伯斯庇爾目睹了布里索及其支持者被處決。丹東再婚了（幾個月前他的前妻去世）。丹東後來在國民議會前發表演講，稱其為“派系、謊言和瘋狂的巢穴”，看到外面的教堂被褻瀆，並問道：“這是我們想要創建的共和國嗎？” 然後，他要求成立一個“寬大委員會”，並得到了觀眾和國民公會中許多人的支持和掌聲，甚至包括羅伯斯庇爾本人，這令他周圍的人感到驚訝。埃貝爾對丹東可能的複出非常擔心，並表示需要“使用一切武器來對付他”。埃貝爾隨後通過報紙譴責丹東，後來又向人群譴責他叛國並背叛了革命。隨後羅伯斯庇爾出現，要求成立一個委員會調查丹東的職業生涯和誠信，並宣布這些指控是虛假和欺詐的，在此過程中挽救了丹東的生命。埃貝爾隨後煽動他的追隨者叛亂。隨後，救國委員會一致投票贊成逮捕埃貝爾，他被捕了（後來被處決，畫面也未呈現）。
救國委員會就丹東的情況進行辯論，並決定立即逮捕他。丹東後來告訴他的一位同事，即使進行審判，他也會獲勝。丹東和卡米耶雙雙被捕。丹東的審判非常混亂，看台上和座位上都擠滿了他的支持者，陪審團也是精心挑選的，以確保他被定罪。在當地的一場戲劇中，羅伯斯庇爾被演員們發現，觀眾很快就為他的垮台而歡呼。聖茹斯特發現了一封信，揭露了德穆蘭的妻子露西爾與一些貴族之間的陰謀，以釋放卡米耶和丹東。委員會決定將其作為德穆蘭和丹東背叛的證詞提出，卡米爾的妻子被捕。第二天，證據出爐，丹東和他的支持者被判處死刑並被處決。當他們被帶出法庭時，支持丹東的觀眾唱起了《馬賽曲》。幾天後，德穆蘭的妻子也被處決。
1794年6月8日，羅伯斯庇爾舉辦了最高主宰崇拜節。最初，該節日乃是勝利而莊嚴的，但事實證明這是一場災難。羅伯斯庇爾花了很長時間來演講，以致人群中的一些人開始睡覺。有些人甚至抱怨羅伯斯庇爾認為他要麼是教皇，要麼是上帝本人。當羅伯斯庇爾宣稱最高主宰的宗教是美德時，人群中有人大喊羅伯斯庇爾的宗教是謀殺。隨著羅伯斯庇爾演講的繼續，人群開始對他更加咄咄逼人，許多人開始離開，要麼是對羅伯斯庇爾演講的內容不滿意，要麼只是對整個事情感到厭倦。委員會開始譴責羅伯斯庇爾，稱他“在過去兩個月處決的人比過去兩年還多”，儘管他受到聖茹斯特等熱心支持者的支持。委員會認為事情已經太過分，並密謀結束羅伯斯庇爾的統治。在大會上，羅伯斯庇爾發表演講，從他的角度向聽眾詳細介紹了他的處境，而他的政敵決定在那天阻止他。羅伯斯庇爾的反對者隨後要求他在羅伯斯庇爾結束演講時讀出他所指控的人的名字。當羅伯斯庇爾拒絕時，國民議會譴責他是暴君，並一致投票贊成處決他。
羅伯斯庇爾和他的支持者在巴黎市政廳避難，並組織保衛這座建築。國民議會集結了一支由醉酒將軍指揮的大軍，衝進大樓並俘虜羅伯斯庇爾，而羅伯斯庇爾的追隨者則將自己設置在大樓內。一門大砲擊碎了路障門，國民自衛軍和羅伯斯庇爾之間發生了短暫的衝突。主廳的門被打破，隨後發生了一場大規模的混戰，羅伯斯庇爾本人在試圖向一名瞄准他的士兵開槍後被摔倒在地上，不小心開槍射中了自己的下巴。羅伯斯庇爾和他的支持者全部被捕並等待處決。第二天，羅伯斯庇爾、聖茹斯特和其他著名的羅伯斯庇爾主義者被帶到革命廣場並送上斷頭台，有效地標誌著恐怖統治的結束。最後，一些主要革命者的家人在離開前在教堂點燃蠟燭並祈禱。

## 演員表
- 克勞斯·馬利亞·布朗道爾（英语：Klaus Maria Brandauer） 飾演 喬治·雅克·丹東†
- 安德烈·瑟韋林（英语：Andrzej Seweryn） 飾演 馬克西米連·羅伯斯庇爾†
- 讓-方斯華・巴莫（英语：Jean-François Balmer） 飾演 路易十六†
- 珍·西摩兒 飾演 皇后瑪麗·安托瓦內特†
- 皮特·烏斯蒂諾夫 飾演 奧諾雷·米拉波†
- 弗朗索瓦·克魯塞 飾演 卡米耶·德穆蘭†
- 瑪莉安・巴斯勒（英语：Marianne Basler） 飾演 安托瓦內特·加布里埃爾·丹東（英语：Antoinette Gabrielle Charpentier）†
- 瑪麗·布紐爾（英语：Marie Bunel） 飾演 露西爾·德斯穆林斯（英语：Lucile Desmoulins）†
- 維托里奧·梅佐焦諾（英语：Vittorio Mezzogiorno） 飾演 讓-保羅·馬拉†
- 克勞蒂亞·卡蒂納 飾演 勃利夫人
- 山姆·尼爾 飾演 拉斐特侯爵
- 克里斯多夫·湯普森（英语：Christopher Thompson (actor)） 飾演 路易·安托萬·德·聖茹斯特†
- 雷蒙·傑羅姆（英语：Raymond Gérôme） 飾演 賈克·尼克
- 克里斯多福·李 飾演 夏爾·亨利·桑松
- 菲莉普帕妮·萊蘿伊-柏莉烏（英语：Philippine Leroy-Beaulieu） 飾演 夏洛特·科黛†
- 让-弗朗索瓦·斯泰弗南 飾演 路易·勒讓德爾（英语：Louis Legendre）
- 馬克·德容格（英语：Marc de Jonge） 飾演 安托萬·約瑟夫·桑特雷（英语：Antoine Joseph Santerre）
- 米歇爾·迪紹蘇瓦（英语：Michel Duchaussoy） 飾演 讓·西爾萬·巴伊
- 亨利·塞爾（英语：Henri Serre） 飾演 貝爾納-勒內·茹爾當·德·洛奈，巴士底獄管理者†
- 理查·德·伯恩徹奇（Richard De Burnchurch） 飾演 亨利·埃塞克斯·埃奇沃思（英语：Henry Essex Edgeworth）
- 瑟奇·杜畢（英语：Serge Dupire） 飾演 雅克-尼古拉·俾約-瓦倫
- 雷諾·賈特曼（英语：Ronald Guttman） 飾演 埃爾曼（英语：Martial Herman）
- 伊夫·貝尼頓（英语：Yves Beneyton） 飾演 安托萬·康坦·富基耶-坦維爾
- 米歇爾·敘博爾（英语：Michel Subor） 飾演 瓦迪耶
- 讓·布伊斯（英语：Jean Bouise） 飾演 莫里斯·迪普莱
- 多米尼克·皮諾（英语：Dominique Pinon） 飾演 讓-巴蒂斯特·德魯埃（英语：Jean-Baptiste Drouet (French revolutionary)）
- 嘉柏麗爾·拉祖爾（英语：Gabrielle Lazure） 飾演 朗巴勒公主†
- 讓·皮埃爾·洛朗（Jean-Pierre Laurent）飾演 弗朗索瓦·昂里奧†
- 伊夫-马里·莫兰（英语：Yves-Marie Maurin） 飾演 弗朗索瓦·亞歷山大·弗雷德里克（英语：François Alexandre Frédéric de La Rochefoucauld, Duke of La Rochefoucauld）
- 漢斯·齊施勒（英语：Hanns Zischler） 飾演 約翰·沃夫岡·馮·歌德
- 米歇爾·加拉布呂（英语：Michel Galabru） 飾演 紅衣主教讓-西弗林·莫里（英语：Jean-Sifrein Maury）
- 馬西莫·吉洛蒂（英语：Massimo Girotti） 飾演 教宗庇護七世
- 弗朗索瓦-埃里克·让德龙（英语：François-Éric Gendron） 飾演 貝特朗·巴雷爾
- 喬治·科拉法斯（英语：Georges Corraface） 飾演 雅克·埃貝爾†
- 埃德加·吉夫里（英语：Edgar Givry） 飾演 讓-巴蒂斯特·克利里（英语：Jean-Baptiste Cléry）
- 米歇爾·梅爾基（英语：Michel Melki） 飾演 雅克-亞歷克西·圖里奧·德拉·羅西埃（英语：Jacques-Alexis Thuriot de la Rosière）
- 讓-伊夫·貝爾特洛（英语：Jean-Yves Berteloot） 飾演 漢斯·亞克塞爾·馮·菲爾遜伯爵
- 弗朗索瓦·萊萬塔爾（英语：François Levantal） 飾演 讓-路易·羅梅夫（英语：Jean Louis Romeuf）
- 莉莉安·羅韋爾（英语：Liliane Rovère） 飾演 一名婦女

## 製作
在法國政府的大力支持下，製作耗時三年，耗資約5千萬美元（相當於2022年的1億1千8百萬美元），成為當時成本最昂貴的法國電影。

## 評論
歷史學家普遍認為這部電影在歷史上是準確的。在少數偏離歷史事實的事件中，劊子手夏爾·亨利·桑松被處決了路易十六和瑪麗·安托瓦內特。老桑松實際上只處決了路易十六。處決瑪麗·安托瓦內特的是他的兒子，但夏爾·亨利·桑松確實參加了處決。
然而，一些批評者指出，它因其中立性而受到影響，導致缺乏觀點和一些語無倫次。第一章涉及一個複雜的歷史主題，也因節奏脫節而受到觀眾和評論家認為第二章更加扣人心弦、更具戲劇性。巴莫因塑造了頗具同情心的路易十六而受到評論家和觀眾的高度讚揚，而瑟韋林則被認為非常有說服力地扮演羅伯斯庇爾。
儘管取得了巨大的成功，但本電影在法國的商業上並不成功。

## 外部連結
- 互联网电影数据库（IMDb）上《法國大革命》的资料（英文）
- 爛番茄上《法國大革命》的資料（英文）